# Пали (скіфи)
Пали (грец. Πάλους лат. Palaeis) — за античними джерелами одна зі скіфських етногруп, про яку повідомляється таке:
- пали — одна з двох (інша напи) складових скіфського етносу, яка визначилася ще до того, як скіфи захопили землі до Дону (Діодор, Бібліотека, ІІ, XLIII);
- у Плінія (Історія, VI, XIX, 50[1]) пали — ті, що винищили напів, подане у опису скіфських (тих, що перси звуть саками (лат. Persae illos Sacas universos appellavere)) племен Азії (останнє повідомлення співзвучне повідомленню про знищення танаїтів та інапеїв (напів?) авхатами, атерніями та асампатами)(Історія, VI, V, 22).[2]

Щодо наведених повідомлень існує думка, що: 
| «Можливо, … в образах братів Пала і Напа, що дали початок різним скіфським народам або племенам, відображено наступний етап виникнення скіфського об'єднання, представлений в ідеології генеалогічною асиміляцією переможених, поєднанням їх з переможцями фіктивним спорідненням».[3] |
Отже, наразі можливо припустити таке:
пали — група споріднених протоскіфських племен (авхати, атернії, асампати), захопивши степи від Дону до Пн. Кавказу (бл. 680 р. до н. е.) частково витиснули, частково знищили чи підкорили кімерійські племена, які, переважно, називалися напи. Разом з підкореними напами пали утворили новий кочовий етнос, який відомий нам як скіфи.
Висловлене припущення не суперечить і археологічним даним.

| «… матеріали Келермесса свідчать про наявність всередині скіфського об'єднання (а належність Келермесскіх курганів його царям навряд чи може заперечуватися) двох різних груп населення, перша з яких була носієм традиції пізньої передскіфської культури черногоровсько-новочеркаського типу, а друга — нових культурних тенденцій, появу яких ми пов'язуємо з протоскіфськими племенами…»<ref>Мурзин В. Ю. Происхождение скифов: основные этапы формирования скифского этноса. — К.: Наукова думка, 1990. — С. 69. (рос.)</ref> |
Переконливої етимології етноніма не висловлено.

## Пали у Діодора (Bibliotheca Historica, II, XLIII)
| «Спочатку вони (скіфи) жили в дуже незначній кількості біля річки Аракс… але ще в давнину під керуванням одного войовничого та маючого стратегічні здібності царя вони захопили собі країну в горах до Кавказу, та в низовинах узбережжя Океану й Меотійського озера, та й інші області до річки Танаїса. Згодом, за скіфським переказами, з'явилася у них народжена землею діва, у якої верхня частина тіла до пояса була жіноча, а нижня — зміїна. Зевс, злігся з нею, та народив сина на ім'я Скіф, який, перевершивши славою усіх своїх попередників, назвав народ своїм ім'ям — скіфи. Серед нащадків цього царя були два брати, що відрізнялися звитягою; один з них звався Пал, а інший — Нап. Коли вони скоїли славні подвиги і розділили між собою царство, по імені кожного з них назвалися народи, один палами, а інший напами.» |